# Guglielmi Detachable Coil
Eine Guglielmi Detachable Coil oder GDC (Ablösbare Spirale nach Guglielmi) ist eine Platinspule, die üblicherweise zum Verschluss von zerebralen Aneurysmen verwandt wird. Dabei werden weiche, gestreckte haarfeine Platinspiralen mit einem Mikrokatheter endovaskulär bis zum Aneurysma vorgebracht und im Aneurysmainneren platziert, wo sie wieder ihre Spiralform annehmen und Knäuel bilden. Das Verfahren, das auch Coiling oder Endovaskuläre Aneurysma-Okklusion genannt wird, wurde erstmals 1990 durch den italienischen Neurochirurgen Dr. Guido Guglielmi angewandt und erfuhr in den 1990er Jahren eine weite Verbreitung als Alternative zum chirurgischen Clipping der Blutgefäße. Seit der Zulassung des Verfahrens in Deutschland im Jahre 1995 wurden bereits mehrere Tausend Patienten behandelt.

## Verfahren
Die Funktionsweise der Coils beruht auf zwei Prinzipien: Zum einen nehmen die Platinspiralen nach der Ablösung vom Katheter aufgrund eines Memory-Effektes sofort wieder ihre ursprüngliche Form an, zum anderen lassen sie sich durch niedrige Stromstärken vom tragenden Katheter ablösen. Es werden so viele Platinspiralen eingebracht, dass das Innere des Aneurysmas so weit wie möglich ausgefüllt ist. Das Procedere an sich und der Erfolg der Maßnahme werden durch angiografische Darstellungen überprüft.
Die Wirkung des Coiling als Ausschaltung des Aneurysmas aus der Blutzirkulation besteht in einem Kurzzeit-Effekt, nämlich der Stase und Thrombosierung des Blutes zwischen den Coilmaschen, und einem Langzeit-Effekt, der im gewebigen Umbau im Aneurysma sowie in der Endothelialisierung der Coilgrenze zum eigentlichen Blutgefäß besteht und mehrere Wochen in Anspruch nimmt.
Das Coiling eignet sich nur für Aneurysmen mit einem relativ engen Hals (etwa birnenförmig). Aneurysmen mit relativ weitem Hals können nicht oder nur mit Hilfe von Remodeling-Techniken mit Coils versorgt werden, da hier die Gefahr groß ist, dass die Coils aus dem Aneurysma in das Trägergefäß vorfallen und dieses verschließen können oder mit dem Blutstrom in engere Gefäße geschwemmt werden. Ob die Prognose von Patienten nach Coiling im Vergleich zur chirurgischen Behandlung (Clipping) besser ist, wird kontrovers diskutiert und muss im Einzelfall von den behandelnden Ärzten entschieden werden. Eine 2005 publizierte Meta-Analyse ergab lediglich für Patienten mit rupturiertem (gerissenem) Aneurysma die sich in einem guten klinischen Zustand befanden ein besseres Ergebnis nach Coiling.

## Vorteile
Das Coiling ist als minimalinvasive Maßnahme mit weniger intraoperativen Risiken verbunden als die offene neurochirurgische Versorgung von Aneurysmen. Auch Aneurysmen, die chirurgisch nur schwer oder gar nicht zu erreichen sind, können somit ausgeschaltet werden. Nach einer im Jahre 2006 veröffentlichten Meta-Analyse ist das Auftreten von Gefäßspasmen nach Einbringung von GDCs jedoch ebenso häufig wie nach einem offenen operativem Eingriff.

## Risiken

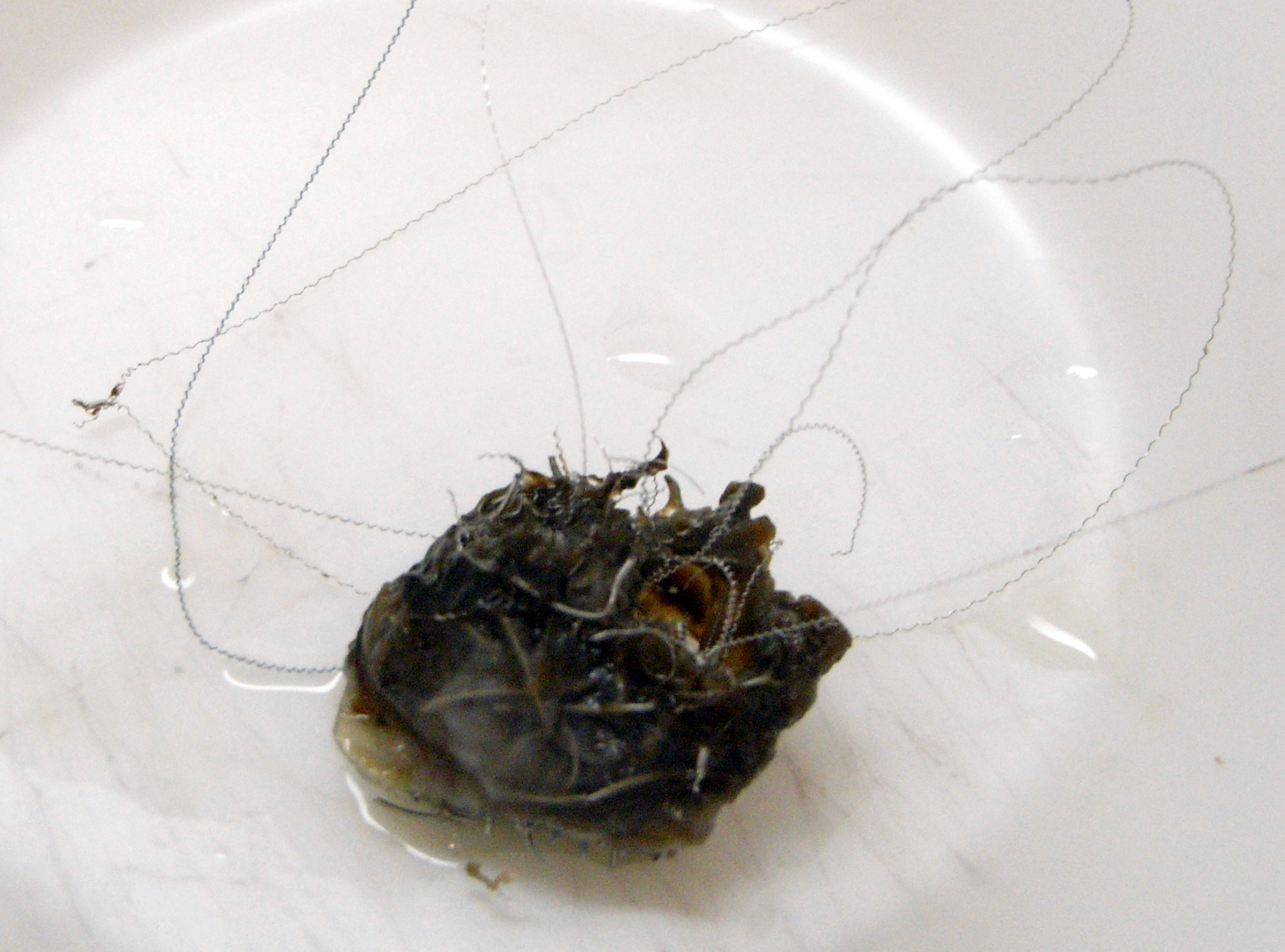
Aneurysma nach Coil-Platzierung.
Resektionspräparat nach bei erneuter Blutung erforderlich gewordenem neurochirurgischen Eingriff.

Bei der Vorbringung und Platzierung der GDCs mittels Katheter kann es zur Bildung oder Mobilisation von Thromben sowie zur Perforation der Gefäßwand kommen. Des Weiteren besteht wie bei allen invasiven Maßnahmen die Gefahr einer Infektion.
Außerdem besteht die Gefahr, dass das Aneurysma revaskularisiert und wieder zu einer Blutung führen kann.